# Luxiaria submonstrata
Luxiaria submonstrata là một loài bướm đêm trong họ Geometridae.